# Ocyptamus aurora
Ocyptamus aurora är en tvåvingeart som först beskrevs av Hull 1943.  Ocyptamus aurora ingår i släktet Ocyptamus och familjen blomflugor.
Artens utbredningsområde är Paraguay. Inga underarter finns listade i Catalogue of Life.